# Охман Микола Петрович
Мико́ла Петро́вич О́хман (нар. 22 грудня 1908 — пом. 3 червня 1977) — радянський воєначальник, учасник Другої світової війни, генерал-майор. Герой Радянського Союзу (1945).

## Життєпис
Народився 22 грудня 1908 року в селі Великі Трояни Балтського повіту Подільської губернії (нині — Благовіщенського району Кіровоградської області) в селянській родині. Український німець. Після закінчення семирічки вступив до Грушківської агрошколи. Працював агрономом у колгоспі рідного села.
До лав РСЧА призваний у вересні 1930 року Грушківським РВК. Закінчив полкову школу молодших командирів та військове училище. Член ВКП(б) з 1932 року. Брав участь в радянсько-фінській війні 1939—1940 років.
Учасник німецько-радянської війни з липня 1941 року. Воював на Південному, Південно-Західному, Північно-Кавказькому, 1-му Українському, 1-му Білоруському фронтах. Командував батальйоном, полком, бригадою, дивізією.
Під його командуванням 316-та стрілецька дивізія в складі військ 9-ї армії брала участь у звільненні Таманського півострова, першою увірвалась до Темрюка, за що отримала почесне найменування «Темрюкська». В 1944 році закінчив курси удосконалення командного складу (КУКС) при Військовій академії Генерального штабу.
З 12 грудня 1944 року й до кінця війни — командир 15-ї (згодом — 34-ї гвардійської) мотострілецької бригади 12-го гвардійського танкового корпусу 2-ї гвардійської танкової армії.
Особливо гвардії полковник М. П. Охман відзначився в боях на Сандомирському плацдармі. Ворог, відступаючи, взірвав мости через річку Бзура (Польща). Для забезпечення переправи М. П. Охман на чолі своєї бригади форсував річку кригою та у брід і захопив плацдарм на північному березі, чим забезпечив переправу танкових корпусів 2-ї гвардійської танкової армії. В подальшому бригада, діючи в авангарді радянських військ, заглибилась у ворожу оборону і увірвалась до міста Радзеюв, перерізавши шляхи всі виходи і підходи до нього. В бою за крупний вузол спротиву супротивника місто Іновроцлав особисто керував боєм, розгромив ворожий гарнізон і звільнив місто. Внаслідок бою було захоплено значні трофеї та 2 аеродроми.
По закінченні війни продовжив військову службу. 11 липня 1945 року М. П. Охману присвоєно військове звання «генерал-майор». У 1947 році закінчив КУКС при Військовій академії бронетанкових і механізованих військ, у 1953 році — Вищі академічні курси при військовій академії Генерального штабу.
З 1961 по 1966 роки обіймав посаду військового комісара Волгоградської області. У 1966 році вийшов у запас.
Мешкав у Волгограді, де й помер 3 червня 1977 року.

## Нагороди
Указом Президії Верховної Ради СРСР від 6 квітня 1945 року за зразкове виконання бойових завдань командування на фронті боротьби з німецькими загарбниками та виявлені при цьому відвагу і героїзм, гвардії полковнику Охману Миколі Петровичу присвоєне звання Героя Радянського Союзу з врученням ордена Леніна і медалі «Золота Зірка» (№ 5861).
Нагороджений двома орденами Леніна (06.04.1945, …), трьома орденами Червоного Прапора (02.02.1943, 09.10.1943, …), орденами Суворова 2-го ступеня, Кутузова 2-го ступеня (31.01.1944), двома орденами Червоної Зірки й медалями, в тому числі «За відвагу» (1940).